# قصف طنجة (1791)
قصف طنجة هو هجوم بحري شنته إسبانيا في 24 أغسطس 1791 على مدينة طنجة ردًا على إعلان سلطان المغرب اليزيد الحرب وحصاره لسبتة.

## خلفية تاريخية
وبعد فشل مفوضات السلام بين إسبانيا والسلطنة الشريفة، أعلن الملك الإسباني تشارلز الرابع رسميًا الحرب على المغرب وأمر بقصف طنجة. كانت مدينة طنجة نقطة انطلاق معروفة لجهاد البحر بالمغرب الأقصى. وكان القصف يهدف إلى وقف ما اعتبرته إسبانيا قرصنة، وفوق كل ذلك، حاولت إسبانيا دعم المتمردين ضد السلطان، الذي كان يحاصر سبتة منذ 25 سبتمبر 1790. وصلت أخبار البحرية الإسبانية القادمة إلى اليزيد. فغادر سكان طنجة المدينة قبل وصولهم. وقد عهد اليزيد إلى علي بن أحمد وجند القبائل للجهاد ضد الإسبان والدفاع عن أراضي السلطنة.

## القصف وتداعياته
بُعث بسرب إسباني خفيف تحت قيادة الفريق أول خافيير موراليس دي لوس ريوس. وصل إلى خليج طنجة في 23 أغسطس وبدأ بقصف الميناء في 24 من الشهر نفسه، من الساعة الخامسة صباحًا حتى الثالثة بعد الظهر. إلا أن الظروف الجوية أجبرت الأسطول الإسباني على الانسحاب، التي كانت محصنة وعلى علم بالهجوم مسبقا، فلم تلحق بتحصينات المدينة سوى أضرار طفيفة، في حين تكبد الإسبان بعض الخسائر والأضرار في سفنهم بسبب نيران المدفعية المغربية.

## ثبث المراجع
- Carmona Portillo, Antonio (2004). Las relaciones hispano-marroquíes a finales del siglo XVIII y el cerco de Ceuta de 1790-1791 (بالإسبانية). Málaga, Spain: Editorial Sarriá. ISBN:84-95129-90-6.
- Ismaël Hamet (1923), Histoire du Maghreb.
- Nicolas Viton de Saint-Allais (1826), L'art de vérifier les dates, Volume 3, Part 3.